# راينر بلوم
راينر بلوم (بالألمانية: Rainer Blum) (و. 1960 – م) هو لاعب هوكي الجليد، من ألمانيا، ولد في آوغسبورغ.

## روابط خارجية
- راينر بلوم على موقع EliteProspects.com (الإنجليزية)